# Stazione di Fossano
Stazione di Fossano vasútállomás Olaszországban, Fossano településen.

## Vasútvonalak
Az állomást az alábbi vasútvonalak érintik:
- Torino-Fossano-Savona-vasútvonal
- Fossano-Cuneo-vasútvonal

## Kapcsolódó állomások
A vasútállomáshoz az alábbi állomások vannak a legközelebb:
- Stazione di Trinità-Bene Vagienna
- Stazione di Savigliano (Stazione di Ciriè, Line SFM7)
- Stazione di Centallo
- Maddalene railway station